# Elecciones parlamentarias de Brasil de 1954
Las elecciones parlamentarias se celebraron en Brasil el 3 de octubre de 1954. El Partido Social Democrático (PSD) siguió siendo el partido más grande tanto en la Cámara de Diputados como en el Senado. La participación fue del 65,5%.

## Resultados

### Cámara de Diputados
| Partido                                 | Votos      | %      | Escaños | +/–   |
| --------------------------------------- | ---------- | ------ | ------- | ----- |
| Partido Social Democrático (PSD)        | 2,136,220  | 23.13  | 119     | +7    |
| Partido Laborista Brasileño (PTB)       | 1,447,784  | 15.67  | 58      | +7    |
| Unión Democrática Nacional (UDN)        | 1,318,101  | 14.27  | 73      | -8    |
| Partido Social Progresista (PSP)        | 863,401    | 9.35   | 32      | +8    |
| Partido Republicano (PR)                | 246,487    | 2.7    | 16      | +5    |
| Partido Nacional Laborista (PTN)        | 190,839    | 2.1    | 6       | +1    |
| Partido Socialista Brasileño (PSB)      | 136,329    | 1.5    | 4       | +3    |
| Partido Demócrata Cristiano (PDC)       | 117,345    | 1.3    | 4       | +2    |
| Partido Libertador (PL)                 | 114,665    | 1.2    | 8       | +3    |
| Partido de Representación Popular (PRP) | 70,346     | 0.8    | 3       | Nuevo |
| Partido Laborista Republicano (PTR)     | 65,325     | 0.7    | 1       | Nuevo |
| Partido Social Laborista (PST)          | 32,440     | 0.4    | 3       | -6    |
| Movimiento Renovador Laborista (MRT)    | 15.608     | 0.17   | 2       | Nuevo |
| Alianzas                                | 2.480.893  | 26.86  | 0       | 0     |
|                                         |            |        |         |       |
| Votos válidos                           | 9.235.783  |        |         |       |
| Votos nulos/en blanco                   | 654,692    | –      |         |       |
| Total                                   | 9,890,475  | 100.00 | 326     | +22   |
| Registrados/Participación               | 15,104,604 | 65.48  | -6.52   | -6.52 |
| Fuente: Nohlen                          |            |        |         |       |

### Senado
| Fiesta                                  | Votos      | %      | Escaños | Total  | +/-    |
| --------------------------------------- | ---------- | ------ | ------- | ------ | ------ |
| Partido Social Democrático (PSD)        | 2.102.000  | 13,3   | 16      | 25     | +2     |
| Partido Social Progresista (PSP)        | 1.843.230  | 11,7   | 2       | 4      | -2     |
| Unión Democrática Nacional (UDN)        | 1,758,872  | 11,2   | 10      | 16     | 0      |
| Partido Laborista Brasileño (PTB)       | 1,333,345  | 8.5    | 10      | 15     | +2     |
| Partido Nacional Laborista (PTN)        | 551,549    | 3,5    | 1       | 1      | 0      |
| Partido Republicano (PR)                | 134,110    | 0,9    | 1       | 2      | 0      |
| Partido Demócrata Cristiano (PDC)       | 107,050    | 0,7    | 0       | 0      | 0      |
| Partido Socialista Brasileño (PSB)      | 70,015     | 0.4    | 0       | 1      | 0      |
| Partido de Representación Popular (PRP) | 60,814     | 0.4    | 0       | 0      | Nuevo  |
| Partido Libertador (PL)                 | 44,342     | 0,3    | 0       | 0      | 0      |
| Partido Social Laborista (PST)          | 475        | 0.0    | 0       | 0      | -1     |
| Otros                                   | 7.759.564  | 49,2   | 0       | 0      | 0      |
|                                         |            |        |         |        |        |
| Votos válidos                           | 6.081.421  |        |         |        |        |
| Votos en blanco/nulos                   | 3.809.054  | -      |         |        |        |
| Total                                   | 9,890,475  | 100.00 | 42      | 64     | 0      |
| Votantes registrados/participación      | 15.057.722 | 68.68  | -12,03  | -12,03 | -12,03 |
| Fuente: Nohlen                          |            |        |         |        |        |